# Giro del Belgio 1933
Il Giro del Belgio 1933, ventiduesima edizione della corsa, si svolse in cinque tappe tra il 17 maggio e il 21 maggio 1933, per un totale di 1 132 km e fu vinto dal belga Jean Aerts.

## Tappe
| Tappa  | Data      | Percorso             | km    | Vincitore di tappa | Leader cl. generale |
| ------ | --------- | -------------------- | ----- | ------------------ | ------------------- |
| 1ª     | 17 maggio | Bruxelles > Liegi    | 220   | Georges Ronsse     |                     |
| 2ª     | 18 maggio | Liegi > Lussemburgo  | 227   | Jean Aerts         |                     |
| 3ª     | 19 maggio | Lussemburgo > Namur  | 218   | Jean Aerts         |                     |
| 4ª     | 20 maggio | Namur > Kortrijk     | 212   | Georges Ronsse     |                     |
| 5ª     | 21 maggio | Kortrijk > Bruxelles | 255   | Jean Aerts         | Jean Aerts          |
| Totale | Totale    | Totale               | 1 132 |                    |                     |

## Dettagli delle tappe

### 1ª tappa
- 17 maggio: Bruxelles > Liegi – 220 km

Risultati
| Pos. | Corridore      | Squadra      | Tempo    |
| ---- | -------------- | ------------ | -------- |
| 1    | Georges Ronsse | La Française | 6h22'30" |
| 2    | Louis Muller   | ?            | ?        |
| 3    | Eugène Gybels  | Individuale  | ?        |

### 2ª tappa
- 18 maggio: Liegi > Lussemburgo – 227 km

Risultati
| Pos. | Corridore        | Squadra       | Tempo    |
| ---- | ---------------- | ------------- | -------- |
| 1    | Jean Aerts       | Alcyon-Dunlop | 6h49'00" |
| 2    | Louis Hardiquest | Oscar Egg     | ?        |
| 3    | François Adam    | Armor         | ?        |

### 3ª tappa
- 19 maggio: Lussemburgo > Namur – 218 km

Risultati
| Pos. | Corridore         | Squadra       | Tempo    |
| ---- | ----------------- | ------------- | -------- |
| 1    | Jean Aerts        | Alcyon-Dunlop | 6.33'26" |
| 2    | Georges Ronsse    | La Française  | ?        |
| 3    | Hector Van Rossem | Individuale   | ?        |

### 4ª tappa
- 20 maggio: Namur > Kortrijk – 212 km

Risultati
| Pos. | Corridore      | Squadra        | Tempo    |
| ---- | -------------- | -------------- | -------- |
| 1    | Georges Ronsse | La Française   | 6h15'58" |
| 2    | Joseph Lambet  | Dilecta-Wolber | ?        |
| 3    | Jean Aerts     | Alcyon-Dunlop  | ?        |

### 5ª tappa
- 21 maggio: Kortrijk > Bruxelles – 255 km

Risultati
| Pos. | Corridore             | Squadra       | Tempo    |
| ---- | --------------------- | ------------- | -------- |
| 1    | Jean Aerts            | Alcyon-Dunlop | 8h12'32" |
| 2    | Michel Van Vlockhoven | Individuale   | ?        |
| 3    | Marcel Parmentier     | Individuale   | ?        |

## Classifiche finali

### Classifica generale
| Pos. | Corridore           | Squadra        | Tempo    |
| ---- | ------------------- | -------------- | -------- |
| 1    | Jean Aerts          | Alcyon-Dunlop  | 34h12'07 |
| 2    | Alfons Deloor       | Dilecta-Wolber | a 7'07"  |
| 3    | Georges Ronsse      | La Française   | a 8'01"  |
| 4    | Jean Wauters        | Thomann        | a 9'00"  |
| 5    | Georges Mathys      | Oscar Egg      | a 9'24"  |
| 6    | Joseph Vanderhaegen | Alcyon-Dunlop  | a 9'40"  |
| 7    | Alphonse Verniers   | Dilecta-Wolber | a 9'42"  |
| 8    | Jef Moerenhout      | Alcyon-Dunlop  | a 11'10" |
| 9    | Cyprien Hollay      | Depas          | a 14'04" |
| 10   | François Gardier    | Depas          | a 14'17" |